# Туполев, Михаил Сергеевич
Михаил Сергеевич Туполев (8 октября 1903, Пустомазово, Тверская губерния — 11 июля 1975, Москва) — советский архитектор и педагог. Специалист в области архитектурных конструкций. Доктор архитектуры, профессор Московского архитектурного института. Заслуженный деятель науки и техники РСФСР (1961).

## Биография
Михаил Сергеевич Туполев родился 8 октября 1903 года в селе Пустомазово (ныне не существует, находилось между деревнями Абросимово и Симоново в Кимрском районе, Тверская область). Племянник авиаконструктора А. Н. Туполева. Учился в Кашинском Алексеевском реальном училище, жил в доме Вышеславцевых. В 1929 году окончил московский ВХУТЕМАС-ВХУТЕИН, получив специальность архитектора-художника.
По проектам М. С. Туполева строились жилые и промышленные здания, школы, павильоны и другие. Занимался проектированием куполов и сводов для картинных галерей, цирков, театров, манежей, павильонов, птичников, зернохранилищ. Проектировал такие сооружения для Киева, Москвы, Крыма, Казани, Череповца, Одессы.
С 1932 года работал в Московском архитектурном институте (МАРХИ). Занимал должности ассистента, потом доцента, затем профессора. В 1937—1939 годах также преподавал в Московском институте инженеров транспорта (МИИТ).
В МАРХИ заведовал кафедрой «Архитектурные конструкции». С 1959 по 1964 год занимал должность проректора по научной работе. В 1939 году защитил кандидатскую диссертацию, в 1954 — докторскую.
Автор более 50 научных трудов, в том числе книг «Плоские крыши жилых и общественных зданий» (1952), «Архитектура и конструкции эркеров» (в соавторстве), раздела «Конструктивно строительные основы» к учебному пособию под редакцией И. Соболева «Основы архитектурного проектирования общественных зданий» (1962). Под редакцией М. С. Туполева издавались учебники для архитектурных вузов для техникумов: «Гражданские здания» (1962), «Промышленные здания» (1963), «Конструкции гражданских зданий» (1973, переиздан в 2007). Автор 19 рационализаторских предложений, посвящённых конструкциям сводов и куполов.
Член Союза архитекторов СССР с 1933 года. Член секции архитектурного образования.
Жил в Москве по адресу: Большой Ржевский переулок, дом 10. Умер 11 июля 1975 года. Похоронен на Введенском кладбище Москвы (участок 29).

## Награды и звания
- Заслуженный деятель науки и техники РСФСР (1961)[1]
- орден Ленина (21.09.1966) — за заслуги в подготовке специалистов, развитии отечественной архитектуры и в связи со 100-летием со дня основания Московского архитектурного института[8].
- орден «Знак Почёта»[5]
- две золотые медали ВДНХ (в разные годы) — за экспериментальные работы[5]
- медаль «За оборону Москвы»[2]